# A United Kingdom
Pour plus de détails, voir Fiche technique et Distribution.
A United Kingdom, Un royaume uni au Québec, est un film biographique botswano-franco-britannique réalisé par Amma Asante, sorti en 2016. Il s’agit de l’adaptation du roman britannique Colour Bar de Susan Williams (en) (2006), évoquant la vie du premier président du Botswana Seretse Khama (1921-1980) et de son épouse Ruth Williams Khama (1923-2002).

## Synopsis
Le film est une évocation de la vie de Sir Seretse Khama et de son épouse Ruth Williams Khama, respectivement interprétés par David Oyelowo et Rosamund Pike.

## Fiche technique
Sauf indication contraire, les informations mentionnées dans cette section peuvent être confirmées par la base de données cinématographiques IMDb,  présente dans la section « Liens externes ».
- Titre original et français : A United Kingdom
- Titre québécois : Un royaume uni[2]
- Réalisation : Amma Asante
- Scénario : Guy Hibbert, d'après le roman Colour Bar de Susan Williams (en) (2006)
- Direction artistique : Simon Bowles
- Décors : Shane Bunce, Andrew Munro, Karl Probert et Justin Warburton-Brown
- Costumes : Jenny Beavan et Anushia Nieradzik
- Photographie : Sam McCurdy
- Montage : Jonathan Amos et Jon Gregory
- Musique : Patrick Doyle
- Production : Brunson Green, Peter Heslop, Charlie Mason, Rick McCallum, Justin Moore-Lewy et David Oyelowo

Production déléguée : Guy Hibbert et Cameron McCracken
- Sociétés de production : BBC Films, British Film Institute, Ingenious Media et Pathé
- Sociétés de distribution : Pathé Distribution et Fox Searchlight Pictures
- Pays de production :  Botswana /  France /  Royaume-Uni
- Langues originales : anglais ; tswana
- Format : couleur
- Genres : biographique, drame, romance
- Durée : 111 minutes
- Dates de sortie :
  - Canada : 9 septembre 2016 (Festival international du film de Toronto)
  - Royaume-Uni : 6 octobre 2016 (Festival du film de Londres) ; 25 novembre 2016 (sortie nationale)
  - France : 29 mars 2017.

## Distribution
- David Oyelowo : Seretse Khama
- Rosamund Pike : Ruth Williams Khama, l’épouse de Seretse
- Tom Felton : Rufus Lancaster
- Jack Davenport : Sir Alistair Canning, le représentant du gouvernement britannique en Afrique du Sud
- Laura Carmichael : Muriel Williams-Sanderson, la sœur de Ruth
- Terry Pheto : Naledi Khama, la jeune sœur de Seretse
- Jessica Oyelowo (en) : Lady Lilly Canning
- Vusi Kunene (en) : Tshekedi Khama (en), l’oncle de Seretse
- Nicholas Lyndhurst : George Williams, le père de Ruth
- Anastasia Hille : Dot Williams, la mère de Ruth
- Jack Lowden : Tony Benn
- Nicholas Rowe : Fenner Brockway
- Abena Ayivor : Ella Khama, l’épouse de Tshekedi
- Donald Molosi : Kabelo
- Charlotte Hope : Olivia Lancaster
- Anton Lesser : Clement Attlee, le Premier ministre du Royaume-Uni.

## Accueil

### Sortie
Le film est sélectionné et présenté le 9 septembre 2016 au festival international du film de Toronto au Canada. Il est également présenté le 6 octobre 2016 au festival du film de Londres, avant sa sortie nationale annoncée le 25 novembre 2016.
En France, il sort le 29 mars 2017.

### Accueil critique
Sur l'agrégateur américain Rotten Tomatoes, le film récolte 84 % d'opinions favorables pour 160 critiques. Sur Metacritic, il obtient une note moyenne de 65⁄100 pour 41 critiques.
En France, le site Allociné propose une note moyenne de 2,8⁄5 à partir de l'interprétation de critiques provenant de 14 titres de presse.